# Dicranomyia vamana
Dicranomyia vamana är en tvåvingeart som först beskrevs av Alexander 1952.  Dicranomyia vamana ingår i släktet Dicranomyia och familjen småharkrankar. Inga underarter finns listade i Catalogue of Life.